# Biadi
Biadi (en rus: Бяди) és un poble de la república de Sakhà, a Rússia, que en el cens del 2010 tenia 316 habitants, pertany al districte de Borogontsi.